# Istituto fondamentale dell'Africa nera
L'IFAN (Institut fondamental d'Afrique noire) è un istituto di ricerca con sede a Dakar in Senegal.

## Storia
L'istituto è stato fondato nel 1936 dal governo coloniale francese dei territori dell'Africa occidentale e centrale. Ha sede a Dakar. L'attuale nome è adottato a partire dal 1966. Nel 1986 il nome è esteso in IFAN Cheikh Anta Diop (con l'acronimo IFAN-Ch.A.Diop), in onore del defunto primo celebre consigliere e professore di classe superiore del Senegal.
Fin dal principio, l'IFAN si configura come istituto di ricerca in materia di scienze sociali e discipline di fisica, particolarmente incentrato sull'Africa occidentale. Attualmente è una delle 11 facoltà dell'università Cheikh Anta Diop nella quale è stato integrato nel 1960, nel periodo dell'indipendenza del Senegal e sotto la presidenza di Léopold Sédar Senghor; mantiene, tuttavia, l'autonomia amministrativa e finanziaria.
Sebbene la sua sede centrale sia a Dakar, l'IFAN ha fondato delle sedi regionali e distaccamenti a Saint-Louis, Abidjan, Bamako, Cotonou, Niamey, Ouagadougou ed ha istituito i centri associati di Douala e Lomé. L'indipendenza è stato motivo di forte impulso per fondare le basi regionali dell'istituto e per relegare l'area di ricerca alle regioni senegalesi e limitrofe.